# Eva Ayllón
Eva Ayllón född den 6 februari 1956 i Lima, Peru som María Angélica Ayllón Urbina, kompositör och peruansk sångare, hon är landets främsta afro-peruanska musiker och en av landets mest framstående stjärnor.
Ayllón tog artistnamnet "Eva" från sin mormor, som undervisade henne i kreolsk musik vid tidig ålder. Hon började som barn och tonåring sin karriär med att sjunga i skolan på tävlingar och senare också i TV och radio. Under början av 1970-talet påbörjade Ayllón ett samarbete med flera kreolska musikaliska grupper, bland annat Los Kipus. 1975 startade hon sin solokarriär. Hon började turnera internationellt 1979. 1989 bildade hon "Los Hijos del Sol" (Barnen från solen), en grupp som består av peruanska musiker för att främja peruansk musik internationellt. Ayllón har även spelat i Sverige.
I sin musik blandar Ayllón inhemska peruanska, afrikanska och spanska influenser i en stil som kallas kreolsk musik (musica criolla, på spanska). Hon fokuserar huvudsakligen på de musikaliska traditionerna som präglat Lima och de peruanska regionerna längs Stilla havskusten och inte på inlandet, där indianska traditioner dominerar musiken. Särskilt känd är hon för de säregna afroperuanska sång- och dansgenrerna lando och festejo, men också den speciella limenska valsen, och hon är känd som "The Queen of Lando".
Hittills har Ayllón gjort över 20 skivor. Hennes senaste produktion är "Eva! Leyenda Peruana" (Eva! Peruansk Legend). Ayllón är numera bosatt i New Jersey i USA med make och barn, men fortsätter att turnera runt i världen. I november 2008 gav hon en stor konsert i Carnegie Hall i New York.
Den 2009 gav hon konserter i Konserthuset i Göteborg och Dunkers i Helsingborg och 2024 på konserthuset i Stockholm.